# Asakusa-Linie
| Asakusa-Linie                             | Asakusa-Linie        |
| ----------------------------------------- | -------------------- |
| Zug der Asakusa-Linie, Toei-Baureihe 5300 |                      |
|                                           |                      |
| Streckenlänge:                            | 18,3 km              |
| Spurweite:                                | 1435 mm (Normalspur) |
| Stromsystem:                              | 1500 V =             |
| Streckengeschwindigkeit:                  | 70 km/h              |
|                                           |                      |

Die Asakusa-Linie (jap. 浅草線, Asakusa-sen, Linie 1) ist eine Metrolinie in Tokio, Japan, die am 4. Dezember 1960 eröffnet wurde und von der  Toei-U-Bahn verwaltet wird. Auf Karten erscheint sie in rosa ; die insgesamt 20 Bahnhöfe tragen den Buchstaben A gefolgt von einer Zahl.
Auf der Asakusa-Linie gibt es wechselseitigen Betrieb mit den Bahngesellschaften Keisei Dentetsu ab Oshiage im Osten und Keikyū ab Sengakuji im Süden. Dabei werden unter anderem die Flughäfen Haneda und Narita angebunden.

## Fahrzeuge

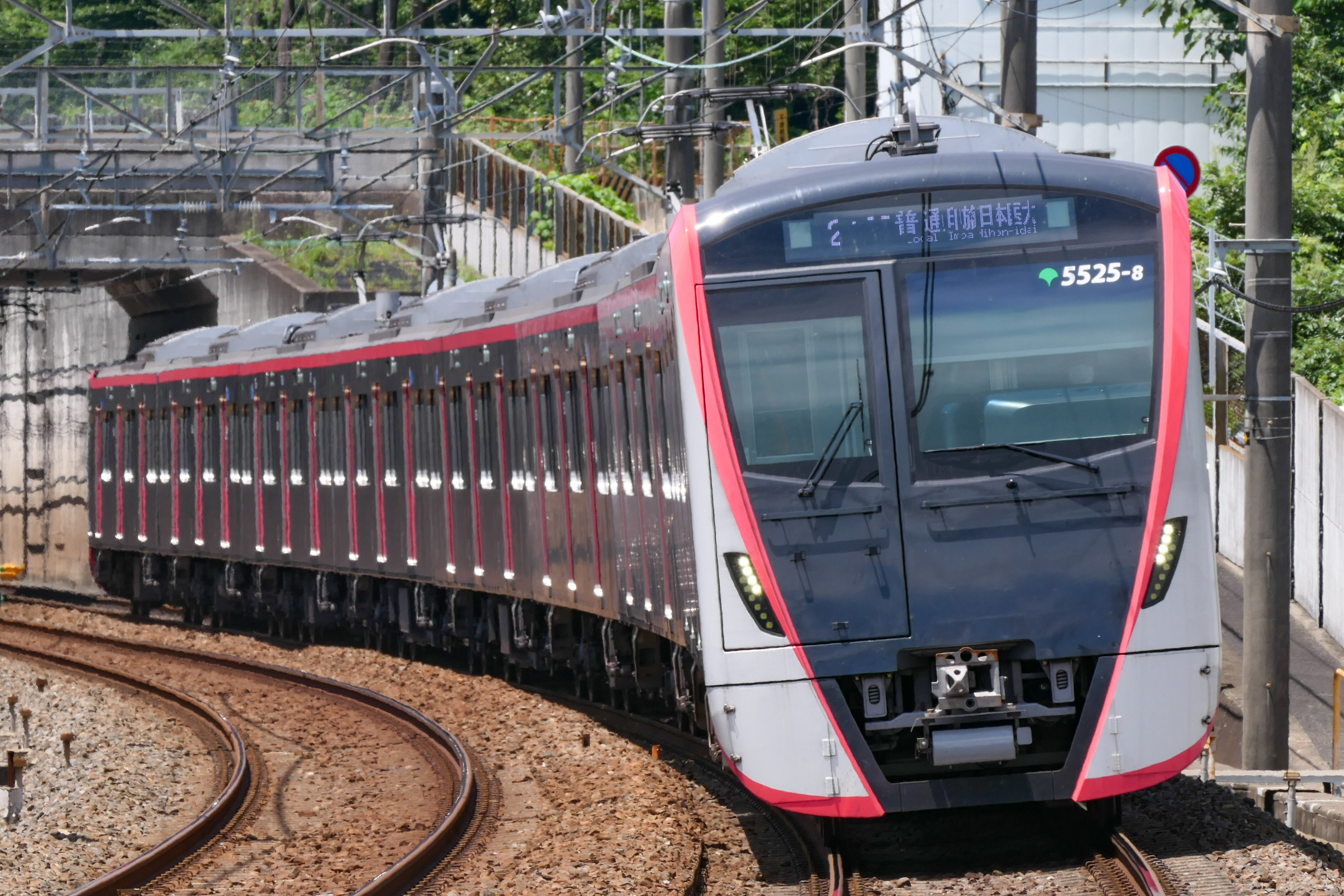
Serie 5500

Toei setzt 27 Achtwagenzüge der Serie 5500 ein. Zudem fahren Triebzüge der Privatbahnen Keikyu und Keisei auf der Strecke.

## Bahnhöfe
| Nr.  | Bahnhof            | Japanisch  | Umsteigemöglichkeiten | Stadtbezirk |
| ---- | ------------------ | ---------- | --- | ----------- |
| A-01 | Nishi-magome       | 西馬込     | | Ōta         |
| A-02 | Magome             | 馬込       | | Ōta         |
| A-03 | Nakanobu           | 中延       | Tōkyū: Ōimachi-Linie | Shinagawa   |
| A-04 | Togoshi            | 戸越       | | Shinagawa   |
| A-05 | Gotanda            | 五反田     | JR East: Yamanote-Linie, Tōkyū: Ikegami-Linie                                                                                        | Shinagawa   |
| A-06 | Takanawadai        | 高輪台     | | Minato      |
| A-07 | Sengakuji          | 泉岳寺     | Keikyū: Hauptlinie | Minato      |
| A-08 | Mita               | 三田       | Toei: Mita-Linie (I-04) | Minato      |
| A-09 | Daimon             | 大門       | Toei: Ōedo-Linie (E-20) | Minato      |
| A-10 | Shimbashi          | 新橋       | JR East: Yamanote-Linie, Tōkaidō-Hauptlinie, Keihin-Tōhoku-Linie, Yokosuka-Linie, Tōkyō Metro: Ginza-Linie (G-08), Yurikamome (U-01) | Minato      |
| A-11 | Higashi-ginza      | 東銀座     | Tōkyō Metro: Hibiya-Linie (H-09) | Chūō        |
| A-12 | Takarachō          | 宝町       | | Chūō        |
| A-13 | Nihombashi         | 日本橋     | Tōkyō Metro: Ginza-Linie (G-11), Tōzai-Linie (T-10)                                                                                  | Chūō        |
| A-14 | Ningyōchō          | 人形町     | Tōkyō Metro: Hibiya-Linie (H-13) | Chūō        |
| A-15 | Higashi-nihombashi | 東日本橋   | Toei: Shinjuku-Linie | Chūō        |
| A-16 | Asakusabashi       | 浅草橋     | JR East: Chūō-Sōbu-Linie | Taitō       |
| A-17 | Kuramae            | 蔵前       | Toei: Ōedo-Linie (E-11) | Taitō       |
| A-18 | Asakusa            | 浅草       | Tōkyō Metro: Ginza-Linie (G-19), Tōbu: Isesaki-Linie                                                                                 | Taitō       |
| A-19 | Honjo-azumabashi   | 本所吾妻橋 | | Sumida      |
| A-20 | Oshiage            | 押上       | Tōkyō Metro: Hanzōmon-Linie (Z-14), Keisei: Oshiage-Linie, Tōbu: Isesaki-Linie                                                       | Sumida      |